# Pietà (Jaligny-sur-Besbre)

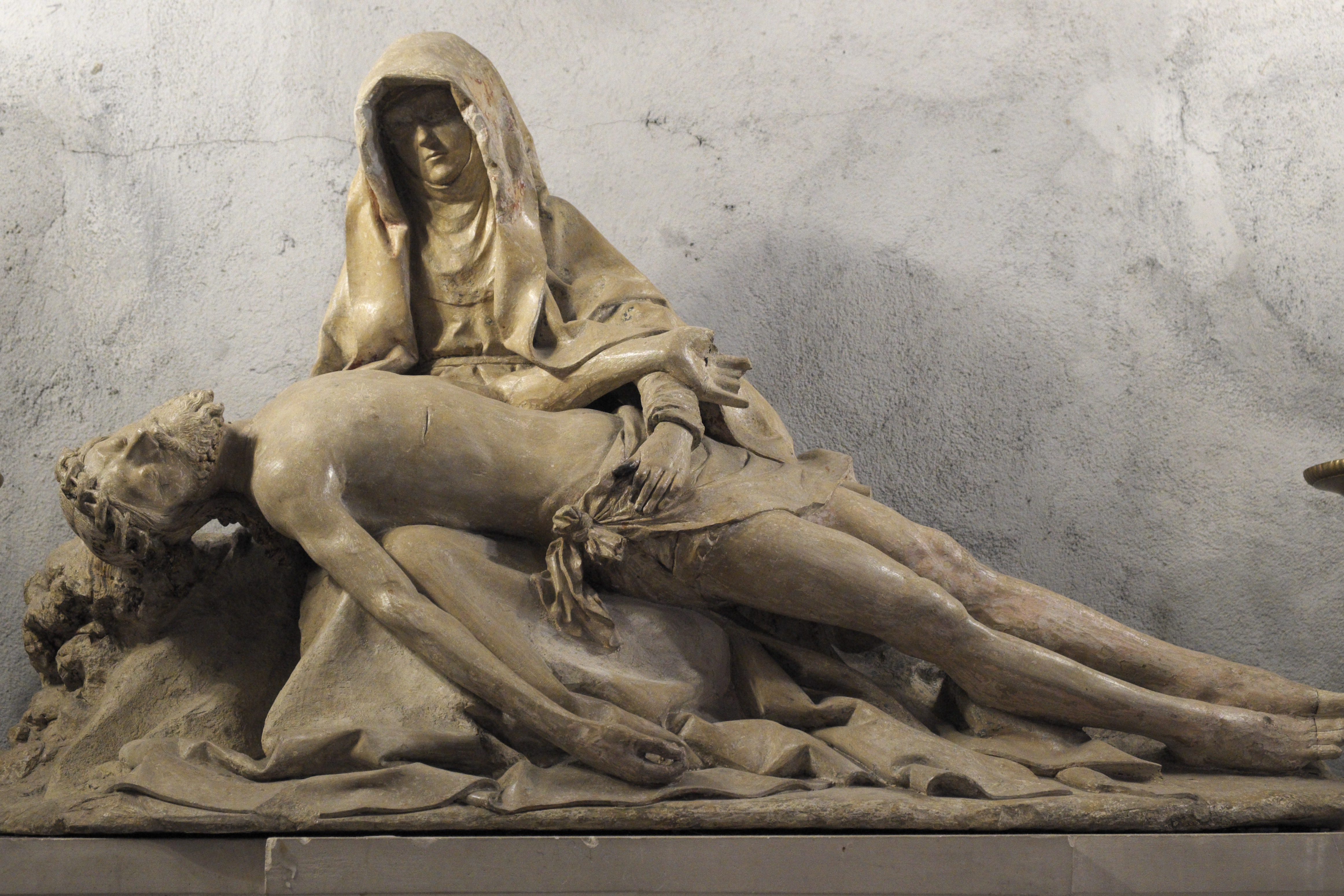
Pietà in Jaligny-sur-Besbre

Die Pietà in der Kirche St-Hippolyte in Jaligny-sur-Besbre, einer französischen Gemeinde im Département Allier der Region Auvergne-Rhône-Alpes, wurde im 15. Jahrhundert geschaffen. Im Jahr 1906 wurde die Pietà am Ende des nördlichen Seitenschiffs als Monument historique in die Liste der denkmalgeschützten Objekte (Base Palissy) in Frankreich aufgenommen.
Die steinerne Skulpturengruppe in Lebensgröße zeigt Maria mit dem Leichnam Jesu auf den Knien. Maria ist leicht nach vorne gebeugt, sie trägt ein langes und weites Kleid mit vielen Falten. 